# Адем Гайтані
Адем Гайтані (алб. Adem Gajtani, мак. Адем Гајтани; 21 липня 1939, Подуєво — 19 березня 1982, Скоп'є) — видатний поет і перекладач албанської національності в Македонії.

## Біографія
Народився 21 липня 1939 року в с. Подуєво, Косово. Закінчив юридичний факультет у Скоп'є. Працював редактором у газеті «Flaka e Vllazrimit». Член Асоціації письменників Македонії з 1973 року. Лауреат премії «Брати Міладинови».
Помер у Скоп'є в 1982 році.

## Твори
- «Світло в серці» (1961)
- «Морська мушля» (1966)
- «Ні птах, ні дерево» (1973)
- «Ти пісня, ти далека пісня» (1973)
- «У пісні уві сні» (1975)
- «Від квітки до квітки» (1975)
- «Третій раз» (1977)
- «Морська зірка» (1979)
- «Пісні» (1980)
- «Лебедина пісня» (1982) [5]